# Холопка (приток Ити)
Холопка — река в России, протекает в Даниловском районе Ярославской области; приток реки Ить. Сельские населённые пункты около реки: Акулово, Семивраги, Гридкино, Бакарево, Крохино. В середине течения через речку перекинут мост на дороге Рыжиково — Туфаново.